# Pietro Derossi

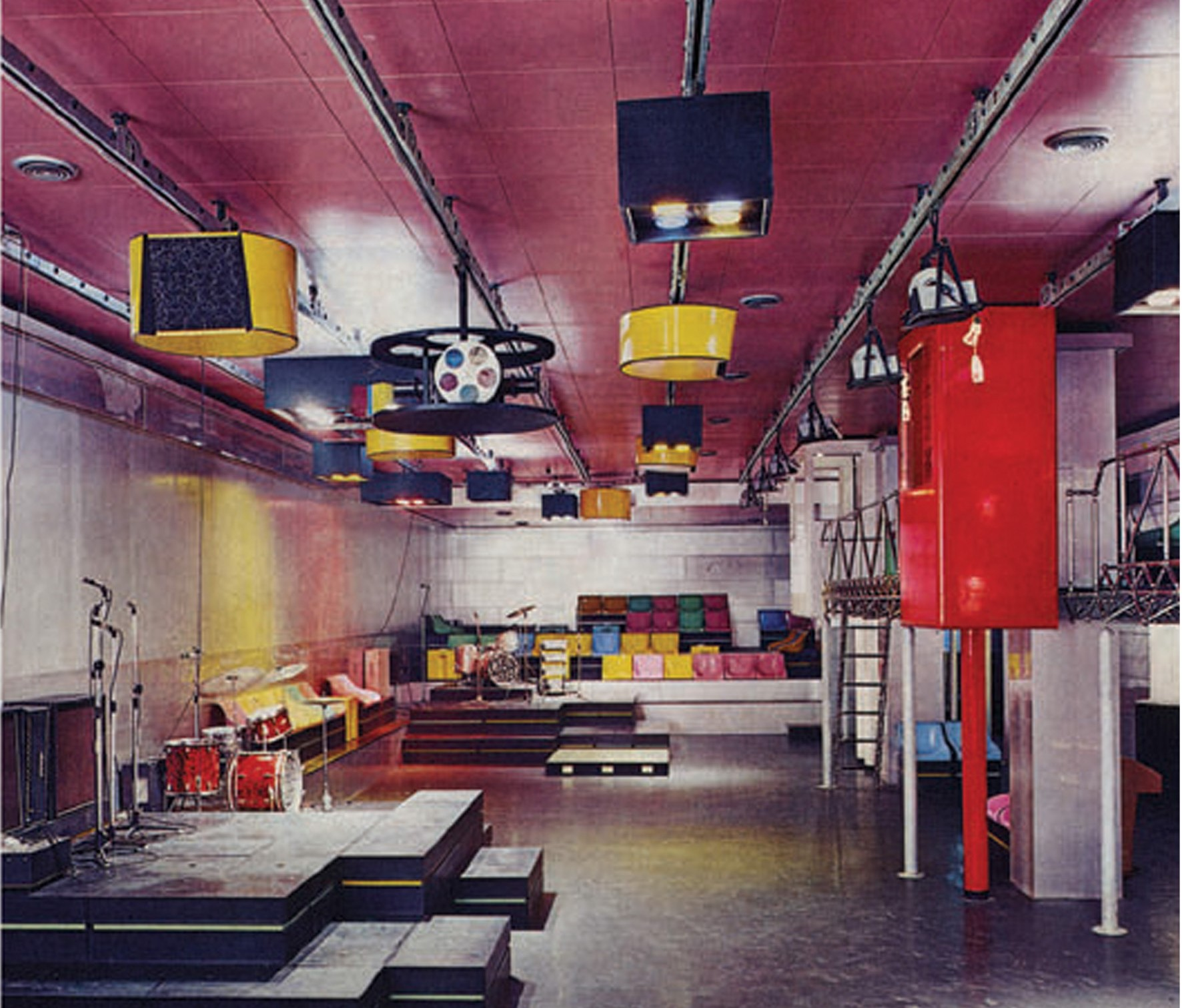

Pietro Derossi (Torino, 3 agosto 1933) è un architetto e teorico dell'architettura italiano.

## Biografia
Nato a Torino nel 1933, si è laureato alla Facoltà di Architettura del Politecnico di Torino. Professore ordinario di progettazione architettonica alla facoltà di Architettura del Politecnico di Milano. Visiting professor all'Architectural School dell'Architectural Association di Londra. Professore a contratto al Pratt Institute e alla Columbia University di New York e della Facoltà di Architettura del Politecnico di Losanna. Visiting professor alla Hochschüle der Künste di Berlino. Responsabile scientifico della XIV Triennale di Milano. Accademico di San Luca dal 1998.
Nel 1994 fondò con Paolo e Davide Derossi la Derossi Associati che ha vinto concorsi internazionali (Centro di conservazione e restauro alla Reggia di Venaria, Museo e Palazzo dello Sport a Vercelli, Villaggio olimpico delle Olimpiadi invernali 2006 di Torino, ecc.).
Ha realizzato alcuni oggetti entrati nella storia del design, come il Pratone e la seduta Torneraj (con Giorgio Ceretti e Riccardo Rosso) e Wimbledon (con Ceretti). Torneraj e Pratone fanno anche parte della collezione del MoMA.

## Opere

### Pubblicazioni
- La città nella giostra del capitale, Edizioni Book Store, Torino (1979)
- Un progetto per l'Università, Edizioni Designers Riuniti, Torino (1983)

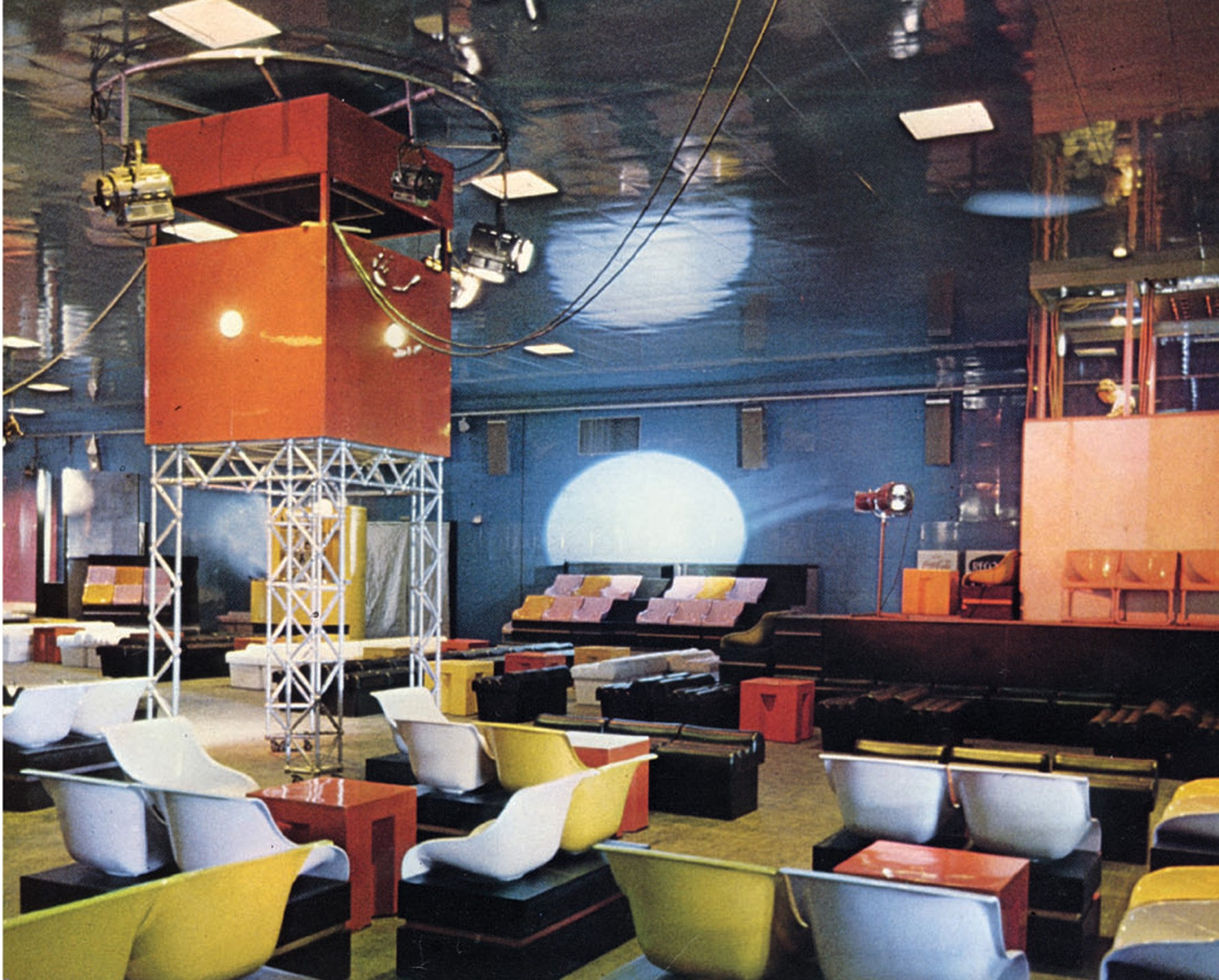
Pietro Derossi, L'altro mondo

- Pietro Derossi, L'altro mondo Progettare nella città, Edizioni Allemandi - Torino (1988)
- Modernità senza avanguardia, Quaderni di Lotus, Ed. Electa, Milano (1988)
- Dalle cose ai pensieri, dai pensieri alle cose, Ed. Guerrini, Milano (1993)
- I racconti dell'abitare N. 1/2, Edizione Segesta, Milano (1994)
- Catalogo della XIX Esposizione internazionale della Triennale di Milano, Curatore, Edizione Electa, Milano (1996)
- Fare la differenza, Ed. Triennale di Milano, Milano (1998)
- Per un'architettura narrativa, Ed. Skira, Milano (2000)
- Racconti di architettura, Ed. Skira, Milano (2006)
- Villaggio Olimpico a Torino, lotto 5”, Anione e Zeto, Il Poligrafo, Padova (2008)
- L'avventura del progetto, Ed. FrancoAngeli, Milano (2012)[5]

### Mostre
Dal 1968 al 2008 ha esposto in alcune delle più importanti mostre nazionali e internazionali, occupandosi sia di tematiche sia relative alla città, che al design.
- 1968 - Milano XIV Triennale. Allestimento di una sala spettacoli
- 1972 - New York Museo d'Arte Moderna (M.O.M.A.). "Italy - New domestic Landscape”
- 1973 - Milano. XV Triennale. Settore “Design Internazionale”
- 1973 - Berlino Design Centrum. “Design als Postulat, am beispiel italien”
- 1973 - Parigi Museo d'Arte Moderna. VIII Biennale.
- 1978 - Venezia Biennale. “Utopia e crisi dell'antinatura”
- 1981 - New York Institute for art and urban resources (MoMA P.S.1.). ”Design by Circumstance”[6]
- 1983 - Milano XVII Triennale. “Le case della Triennale: La casa per lavorare”.
- 1984 - Berlino Gropius Bau. “I.B.A.: La ricostruzione urbana”
- 1986 - Berlino. Galleria Aedes. “Progetti 1984-1986”
- 1986 - Francoforte. Museo di arte contemporanea. “I.B.A. - Beispiele einer neuen architecture”
- 1987 - Berlino. “Internationale Bauausstellung Berlin. (I.B.A.)”
- 1987 - Tokyo. “Internationale Bauausstellung Berlin. (I.B.A.)” .
- 1987 - Milano. XVII Triennale. “Le città immaginate: un viaggio in Italia. Nove progetti per nove città”. Coordinatore del gruppo Torino.
- 1991 - Torino Lingotto. “Architettura e urbanistica a Torino dal 1945/1990”
- 1996 - Milano. XIX Triennale. Responsabile scientifico.
- 2005 - Milano. "Racconti di Architettura" Facoltà di Architettura del Politecnico di Milano
- 2006 - Torino. "Racconti di Architettura"  Fondazione Merz.[7]
- 2006 - Venezia. X Biennale di Venezia. “Città. Architettura e società”
- 2008 - Torino "Design per abitare"[3]

### Concorsi di progettazione
- 1972 - Concorso “Social Leisur environment” per il Museo di arte Moderna di New York. Primo classificato. Pubblicato.
- 1974 - Concorso nazionale per il Foro Boario e Macello del Comune di Aosta. Con G.Ceretti, C.Giammarco, M.Vogliazzo. Primo classificato.
- 1979 - Concorso per due Scuole Materne a Torino. Primo classificato. Pubblicato.
- 1986 - Concorso per un Centro Polivalente nella città di Gubbio. Primo classificato. Pubblicato.
- 2002 - Concorso per il restauro della Villa dei Laghi nel Comune di Druento da trasformare in albergo 5 stelle. Primo classificato
- 2003 - Concorso per la realizzazione dell'Urban Center del Comune di Venaria Reale (Torino). Primo classificato.
- 2004 - Concorso per la realizzazione del Villaggio Olimpico per le Olimpiadi Invernali Torino 2006. Primo classificato.[2]
- 2005 - Concorso per il palazzo dello sport e Museo della Scherma a Vercelli. Primo classificato.

## Opere realizzate

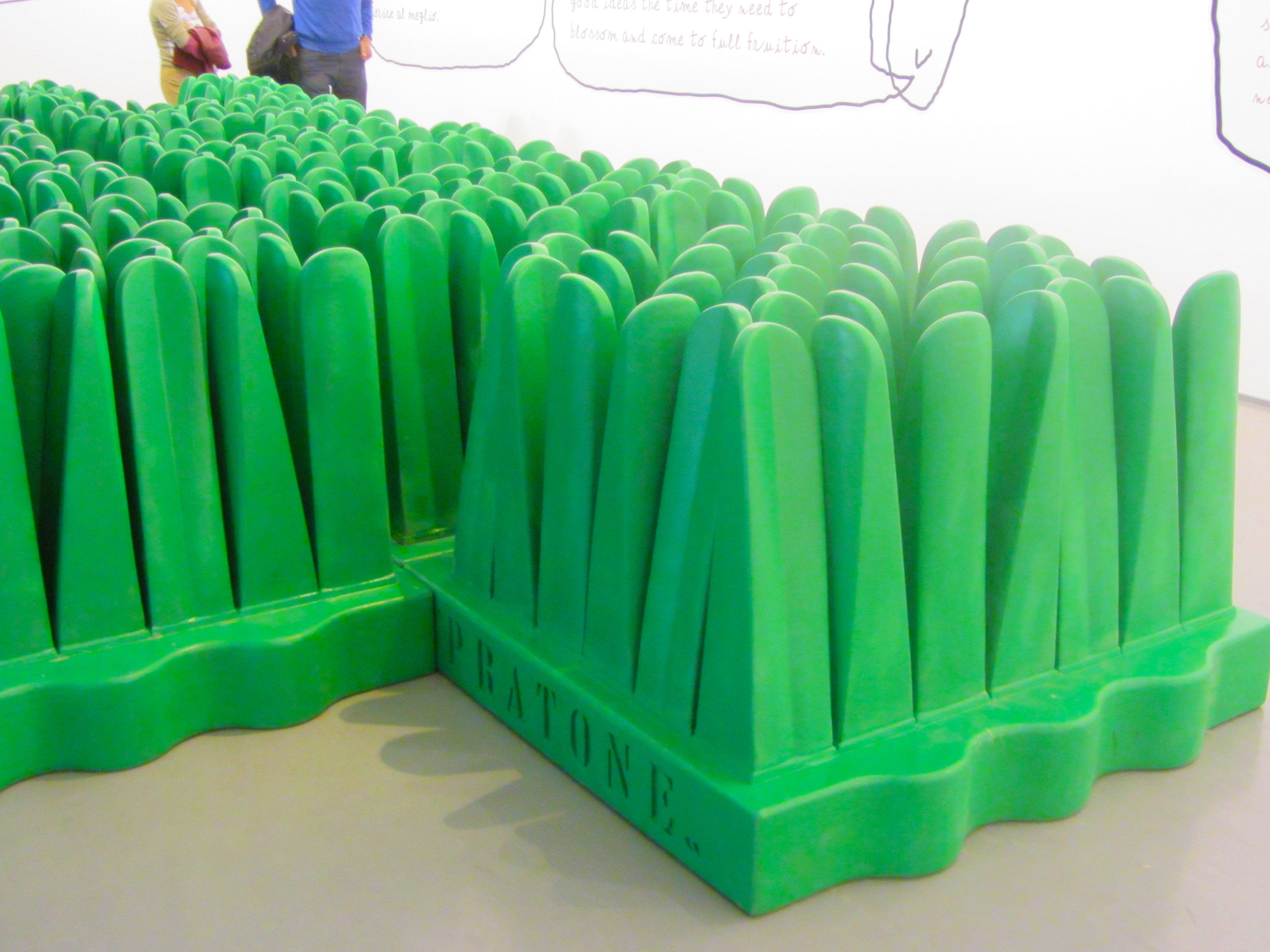
Il Pratone di Giorgio Ceretti, Pietro Derossi e Roberto Rosso, realizzato nel 1966 ed entrato nella storia del design

- 1959 - Villa a Courmayeur. Realizzato. Pubblicato in Abitare, dicembre 1964.[2]
- 1962 - Edificio Residenziale a Torino in corso Unione Sovietica. Realizzato. Pubblicato in Architettura, cronache e storia, n.118, agosto 1965.[2]
- 1962 - Villa sulla collina torinese. Realizzato. Pubblicato in Architettura, cronache e storia, n. 118, febbraio 1965.
- 1965 - Casa a Courmayeur. Realizzato in collaborazione con G.Ceretti. Pubblicato in Architettura, cronache e storia, n. 184, febbraio 1971.
- 1966 - Discoteca Piper a Torino. Realizzato. Pubblicato in Architettura, cronache e storia, n. 143, settembre 1967; Domus, n.458, gennaio 1968.[8][9][10]
- 1967 - L'altro mondo club a Rimini. Realizzato. Pubblicato in Domus, n.458, gennaio 1968; Architectural design, London, giugno 1968. [11]
- 1968 - Teatro nel padiglione italiano della XIV Triennale di Milano. Pubblicato in Interni, settembre 1968; Domus, n. 466, settembre 1966.
- 1968 - Casa sulla collina di Lucca. Realizzato in collaborazione con G.Ceretti. Pubblicato in  Ottagono, n.23, 1971; Domus, n. 513, 1972; Casabella, n. 378, 1973; L'architecture d'aujourd'hui, n.172, Paris 1974; Tashi-Jutaki, n.7405, Tokyo 1974.[2]
- 1970 - Edificio industriale a Bricherasio (Torino). Realizzato in collaborazione con G. Ceretti. Pubblicato in Casabella, n. 378, Milano 1973.
- 1970 - Negozio di Paco Rabanne a Parigi. Realizzato in collaborazione con G.Cerretti e R.Rosso. Pubblicato.[7]
- 1972 - Case a schiera sulla collina torinese. Realizzato in collaborazione con G.Ceretti. Pubblicato in Architettura, cronache e storia, n.184, febbraio 1971; A+U, n.151, Tokyo 1983; Quaderni di Lotus, Electa, Milano 1990.
- 1972 - “Sala per spettacoli” alla XIV Triennale di Milano. Pubblicato.
- 1972 - “Social Leisur environment” per il Museo di arte Moderna di New York. Pubblicato.
- 1972 - Casa a Ivrea. Realizzata in collaborazione con G.Ceretti. Pubblicata in Domus, n.541, Milano 1974.
- 1976 - Allestimento per il Samia nel Palazzo Esposizioni (Italia '61). Pubblicato in Domus, n.564, novembre 1976.
- 1979 - Progetto per due Scuole Materne a Torino. Progetti realizzati in collaborazione con G. Ceretti. Pubblicate in Domus, n. 624, 1982; A+U, n. 11, Tokyo 1984; Catalogo della Biennale de Paris, Architecture, Paris 1985; A+U Italian Architecture 1945-1985, n.3, 1988; Quaderni di Lotus, Electa, Milano 1990.
- 1982 - Progetto del Centro Polivalente “Aldo Moro” a Torino. Progetto realizzato in collaborazione con S. Caffaro Rore e F. di Suni. Pubblicato in Lotus International, n.40, 1983; Annali dell'Architettura Italiana Contemporanea, Ed. Officina, Roma 1984; Pietro Derossi - Progetti 1984-1986, catalogo della mostra, galleria AEDES, Berlin 1986; Quaderni di Lotus, Electa, Milano 1990.
- 1982 - La casa per lavorare – Allestimento per la XVII Triennale di Milano. Realizzato con G.Ceretti. Pubblicato in Domus, n.654, 1983.
- 1986 - Edificio a torre per appartamenti a Berlino. Realizzato con S. Caffaro Rore e F.Lattes. Pubblicato in I.B.A - Beispiele einer neuen Architektur, catalogo della mostra I.B.A., Frankfurt, 1986; Pietro Derossi - Progetti 1984-1986, catalogo della mostra, galleria AEDES, Berlin 1986; Internationale Bauausstellung Berlin - 1988, catalogo della mostra, Tokyo 1988; A+U, n.5, 1988; Lotus International, n.58, gennaio 1989; Quaderni di Lotus, Electa, Milano 1990. [7]
- 1987 - Progetto per un'area a nord Torino (spina 3). In collaborazione con A. Besso-Marcheis, S.Caffaro Rore, G. Ceretti, F. Lattes, M.T. Massa. Pubblicato in Quaderni di Lotus, Electa, Milano 1990
- 1987 - Casa Nasi a Torino. In collaborazione con M.T. Massa, E. Morteo. Pubblicato in Domus, n.700, 1988.
- 1988 - Centro Polivalente nella città di Gubbio costituito da un parco, ristoranti, piazza, un centro commerciale e un parcheggio. In collaborazione con M.T.Massa.[7]
- 1988/1998 - Ristrutturazione e restauro del “Palazzo Campana” sede della biblioteca e del dipartimento di Matematica dell'Università degli Studi di Torino. Realizzato in collaborazione con M.T. Massa, F. Lattes. Pubblicato in Lotus International, n.33, 1981.[7]
- 1988 - Progetto di ristrutturazione e arredo del Ristorante "Biffi Scala" a Milano. Realizzato in collaborazione con S. Caffaro e M.T. Massa. Pubblicato in L'interno come paesaggio di I. Sola Morales, Casa Vogue, n. 206, 1989; Quaderni di Lotus, Electa, Milano 1990; Ottagono, n.94, 1990. [7]
- 1992 - Realizzazione di un complesso edilizio residenziale in Corso Francia nel Comune di Torino. Realizzato in collaborazione con M.T.Massa. Pubblicato in Domus, n.811, 1999.
- 1995 - Allestimento per l'esposizione internazionale alla Triennale di Milano. In collaborazione con A. Barboso, E. Calvi, A. Ariani, S.Caffaro Rore. Pubblicato in I racconti dell'abitare, Ed. Segesta, Milano 1994; Fare la differenza, Ed. Triennale di Milano, Milano 1998.
- 1995/1996 - Una piazza per la Triennale di Milano. In collaborazione con A. Barboso, M.T. Massa. Pubblicato in Identità - Differenze La Triennale nella città, Ed. Segesta, Milano 1996; Domus, n.771, 1996.
- 1996/1998 - Progetto per la “Casa per lo studente” nel centro storico di Torino. Con M.T.Massa. Pubblicato.[2]
- 1998/2002 - Progettazione e Direzione Lavori del "Centro per la conservazione ed il restauro" nel complesso della Reggia di Venaria Reale. Scuola e laboratori. Con G.Fea (restauro), E. Guenzani, C.Pagani (strutture). Pubblicato.
- 2002/2008 - Restauro e rinfunzionalizzazione della Villa dei Laghi nel Comune di Druento da trasformare in albergo 5 stelle. In corso di realizzazione.
- 2004/2007 - Villaggio Olimpico e Media area ex Mercati Generali a Torino (Olimpiadi invernali 2006) area Ex mercati generali. Direzione Lavori Lotto 5. Pubblicato.[2]
- 2005/2008 - Progetto per il palazzo dello sport e Museo della Scherma a Vercelli. Pubblicato.
- 2008 - Progettazione dei tappeti "Filosofo" e "Poeta" per Nodus.[12]